# Iqbal i la fórmula secreta
Iqbal i la fórmula secreta (originalment en danès, Iqbal & den hemmelige opskrift) és un llargmetratge del 2015, dirigit per Tilde Harkamp i escrit per Renée Toft Simonsen. La versió doblada al català es va estrenar el 2017.

## Sinopsi
L'Iqbal és un noi de tretze anys. Amb el seu germà petit i la seva amiga Sille fan explotar accidentalment l'escola. Dos delinqüents volen aconseguir la fórmula secreta dels explosius casolans que han fet servir i els nois no els la volen facilitar.